# Take Your Time (Sam Hunt)
"Take Your Time" is een single van de Amerikaanse zanger Sam Hunt. De single kwam uit op 24 november 2014 als de tweede single van zijn debuutalbum Montevallo en was toen enkel te horen op radio's die voornamelijk countrymuziek draaien. Capitol Records zorgde ervoor dat de single ook werd gedraaid op hitradio's in de lente van 2015.

## Videoclip
De bijhorende videoclip kwam uit op 13 maart 2015 en is geregisseerd door Tim Mattia.

## Hitnoteringen

### Nederlandse Top 40
| Hitnotering: 12-09-2015 t/m 06-02-2016 | Hitnotering: 12-09-2015 t/m 06-02-2016 | Hitnotering: 12-09-2015 t/m 06-02-2016 | Hitnotering: 12-09-2015 t/m 06-02-2016 | Hitnotering: 12-09-2015 t/m 06-02-2016 | Hitnotering: 12-09-2015 t/m 06-02-2016 | Hitnotering: 12-09-2015 t/m 06-02-2016 | Hitnotering: 12-09-2015 t/m 06-02-2016 | Hitnotering: 12-09-2015 t/m 06-02-2016 | Hitnotering: 12-09-2015 t/m 06-02-2016 | Hitnotering: 12-09-2015 t/m 06-02-2016 | Hitnotering: 12-09-2015 t/m 06-02-2016 | Hitnotering: 12-09-2015 t/m 06-02-2016 |
| Week:                                  | 1                                      | 2                                      | 3                                      | 4                                      | 5                                      | 6                                      | 7                                      | 8                                      | 9                                      | 10                                     | 11                                     | 12                                     |
| -------------------------------------- | -------------------------------------- | -------------------------------------- | -------------------------------------- | -------------------------------------- | -------------------------------------- | -------------------------------------- | -------------------------------------- | -------------------------------------- | -------------------------------------- | -------------------------------------- | -------------------------------------- | -------------------------------------- |
| Positie:                               | 27                                     | 18                                     | 16                                     | 14                                     | 14                                     | 10                                     | 9                                      | 10                                     | 11                                     | 12                                     | 13                                     | 15                                     |
| Week:                                  | 13                                     | 14                                     | 15                                     | 16                                     | 17                                     | 18                                     | 19                                     | 20                                     | 21                                     | 22                                     |                                        |                                        |
| Positie:                               | 15                                     | 17                                     | 17                                     | 19                                     | 19                                     | 23                                     | 23                                     | 24                                     | 26                                     | 31                                     | uit                                    |                                        |

### NederlandseSingle Top 100
| Hitnotering (Week 1 t/m 27): 29-08-2015 t/m 27-02-2016 Hitnotering (Week 28 t/m 32): 19-03-2016 t/m 16-04-2016 | Hitnotering (Week 1 t/m 27): 29-08-2015 t/m 27-02-2016 Hitnotering (Week 28 t/m 32): 19-03-2016 t/m 16-04-2016 | Hitnotering (Week 1 t/m 27): 29-08-2015 t/m 27-02-2016 Hitnotering (Week 28 t/m 32): 19-03-2016 t/m 16-04-2016 | Hitnotering (Week 1 t/m 27): 29-08-2015 t/m 27-02-2016 Hitnotering (Week 28 t/m 32): 19-03-2016 t/m 16-04-2016 | Hitnotering (Week 1 t/m 27): 29-08-2015 t/m 27-02-2016 Hitnotering (Week 28 t/m 32): 19-03-2016 t/m 16-04-2016 | Hitnotering (Week 1 t/m 27): 29-08-2015 t/m 27-02-2016 Hitnotering (Week 28 t/m 32): 19-03-2016 t/m 16-04-2016 | Hitnotering (Week 1 t/m 27): 29-08-2015 t/m 27-02-2016 Hitnotering (Week 28 t/m 32): 19-03-2016 t/m 16-04-2016 | Hitnotering (Week 1 t/m 27): 29-08-2015 t/m 27-02-2016 Hitnotering (Week 28 t/m 32): 19-03-2016 t/m 16-04-2016 | Hitnotering (Week 1 t/m 27): 29-08-2015 t/m 27-02-2016 Hitnotering (Week 28 t/m 32): 19-03-2016 t/m 16-04-2016 | Hitnotering (Week 1 t/m 27): 29-08-2015 t/m 27-02-2016 Hitnotering (Week 28 t/m 32): 19-03-2016 t/m 16-04-2016 | Hitnotering (Week 1 t/m 27): 29-08-2015 t/m 27-02-2016 Hitnotering (Week 28 t/m 32): 19-03-2016 t/m 16-04-2016 | Hitnotering (Week 1 t/m 27): 29-08-2015 t/m 27-02-2016 Hitnotering (Week 28 t/m 32): 19-03-2016 t/m 16-04-2016 | Hitnotering (Week 1 t/m 27): 29-08-2015 t/m 27-02-2016 Hitnotering (Week 28 t/m 32): 19-03-2016 t/m 16-04-2016 | Hitnotering (Week 1 t/m 27): 29-08-2015 t/m 27-02-2016 Hitnotering (Week 28 t/m 32): 19-03-2016 t/m 16-04-2016 | Hitnotering (Week 1 t/m 27): 29-08-2015 t/m 27-02-2016 Hitnotering (Week 28 t/m 32): 19-03-2016 t/m 16-04-2016 | Hitnotering (Week 1 t/m 27): 29-08-2015 t/m 27-02-2016 Hitnotering (Week 28 t/m 32): 19-03-2016 t/m 16-04-2016 | Hitnotering (Week 1 t/m 27): 29-08-2015 t/m 27-02-2016 Hitnotering (Week 28 t/m 32): 19-03-2016 t/m 16-04-2016 | Hitnotering (Week 1 t/m 27): 29-08-2015 t/m 27-02-2016 Hitnotering (Week 28 t/m 32): 19-03-2016 t/m 16-04-2016 | Hitnotering (Week 1 t/m 27): 29-08-2015 t/m 27-02-2016 Hitnotering (Week 28 t/m 32): 19-03-2016 t/m 16-04-2016 |
| Week: | 1 | 2 | 3 | 4 | 5 | 6 | 7 | 8 | 9 | 10 | 11 | 12 | 13 | 14 | 15 | 16 | 17 | |
| --- | --- | --- | --- | --- | --- | --- | --- | --- | --- | --- | --- | --- | --- | --- | --- | --- | --- | --- |
| Positie: | 90 | 73 | 52 | 38 | 24 | 16 | 16 | 10 | 12 | 17 | 17 | 19 | 21 | 23 | 22 | 22 | 32 | |
| Week: | 18 | 19 | 20 | 21 | 22 | 23 | 24 | 25 | 26 | 27 | | 28 | 29 | 30 | 31 | 32 | | |
| Positie: | 36 | 42 | 31 | 37 | 39 | 40 | 57 | 64 | 78 | 86 | uit | 96 | 84 | 81 | 75 | 88 | uit | |

### 3FM Mega Top 50
| Hitnotering: 12-09-2015 t/m 13-02-2016 | Hitnotering: 12-09-2015 t/m 13-02-2016 | Hitnotering: 12-09-2015 t/m 13-02-2016 | Hitnotering: 12-09-2015 t/m 13-02-2016 | Hitnotering: 12-09-2015 t/m 13-02-2016 | Hitnotering: 12-09-2015 t/m 13-02-2016 | Hitnotering: 12-09-2015 t/m 13-02-2016 | Hitnotering: 12-09-2015 t/m 13-02-2016 | Hitnotering: 12-09-2015 t/m 13-02-2016 | Hitnotering: 12-09-2015 t/m 13-02-2016 | Hitnotering: 12-09-2015 t/m 13-02-2016 | Hitnotering: 12-09-2015 t/m 13-02-2016 | Hitnotering: 12-09-2015 t/m 13-02-2016 |
| Week:                                  | 1                                      | 2                                      | 3                                      | 4                                      | 5                                      | 6                                      | 7                                      | 8                                      | 9                                      | 10                                     | 11                                     | 12                                     |
| -------------------------------------- | -------------------------------------- | -------------------------------------- | -------------------------------------- | -------------------------------------- | -------------------------------------- | -------------------------------------- | -------------------------------------- | -------------------------------------- | -------------------------------------- | -------------------------------------- | -------------------------------------- | -------------------------------------- |
| Positie:                               | 29                                     | 15                                     | 20                                     | 17                                     | 15                                     | 13                                     | 10                                     | 11                                     | 11                                     | 14                                     | 16                                     | 16                                     |
| Week:                                  | 13                                     | 14                                     | 15                                     | 16                                     | 17                                     | 18                                     | 19                                     | 20                                     | 21                                     | 22                                     | 23                                     |                                        |
| Positie:                               | 16                                     | 16                                     | 16                                     | 14                                     | 16                                     | 12                                     | 14                                     | 20                                     | 23                                     | 29                                     | 42                                     | uit                                    |

### NPO Radio 2 Top 2000
| Nummer met noteringen in de NPO Radio 2 Top 2000 | '15 | '16  |
| ------------------------------------------------ | --- | ---- |
| Take Your Time                                   | 984 | 1772 |

1. ↑  Een vetgedrukt getal geeft de hoogste notering aan.
2. ↑  2015 was het eerste jaar met een notering voor dit nummer.
3. ↑  Deze tabel is bijgewerkt tot en met de laatste editie (2024).